# Liste des monuments aux morts dans le Var
Pour un article plus général, voir Liste des œuvres d'art du Var.
Cet article vise à recenser les monuments aux morts dans le Var, en France,,.
Les communes d'Artigues, Bargème, Brenon, Châteauvert, La Bastide, La Croix-Valmer, Le Bourguet, Riboux et Vérignon n'ont pas de monuments aux morts, hormis une plaque commémorative.

## Liste
Les monuments sont classés par ordre alphabétique de communes, ou anciennes communes. Si une commune possède plusieurs monuments, ils sont classés par ordre chronologique des conflits commémorés.
| Œuvre                                                                          | Auteur                                                                                 | Commune                                 | Localisation                                                                              | Notes | Installation | Coordonnées                      | Illustration                                                                 |
| ------------------------------------------------------------------------------ | -------------------------------------------------------------------------------------- | --------------------------------------- | ----------------------------------------------------------------------------------------- | --- | ------------ | -------------------------------- | ---------------------------------------------------------------------------- |
| Monument aux morts (commémore : 14-18)                                         | Charles Séasal (architecte) et Jean Marchetti (sculpteur)                              | Les Adrets-de-l'Estérel                 | Sur la place principale                                                                   | Coq en bas-relief. | 1925         | à géolocaliser                   | Image manquante                                                              |
| Monument aux morts (commémore : 14-18, 39-45, Indochine)                       | Hector Jacomet (fondeur)                                                               | Aiguines                                | Allée des Tilleuls                                                                        | Couronne mortuaire. | 1924         | 43° 46′ 27″ nord, 6° 14′ 35″ est | Monument aux morts (commémore : 14-18, 39-45, Indochine)                     |
| Monument aux morts (commémore : 14-18, 39-45, AFN-Algérie)                     | À déterminer                                                                           | Ampus                                   | Dans le cimetière                                                                         | En marbre blanc. | 1920         | 43° 36′ 20″ nord, 6° 22′ 44″ est | Monument aux morts (commémore : 14-18, 39-45, AFN-Algérie)                   |
| Monument aux morts (commémore : 14-18, 39-45)                                  | Francis André (sculpteur) et Paul Viano (entrepreneur)                                 | Les Arcs-sur-Argens                     | Sur la place de l'église                                                                  | Femme représentant la république, bras levés. | 1923         | 43° 27′ 51″ nord, 6° 28′ 46″ est | Monument aux morts (commémore : 14-18, 39-45)                                |
| Monument aux morts (commémore : 14-18)                                         | Moussu                                                                                 | Artignosc-sur-Verdon                    | Cours Sadi Carnot                                                                         | Couronne mortuaire, urne enflammée au sommet. | 1921         | 43° 42′ 12″ nord, 6° 05′ 27″ est | Monument aux morts (commémore : 14-18)                                       |
| Monument aux morts (commémore : 14-18, 39-45)                                  | Louis Maubert et Jules Rameaux (architecte)                                            | Aups                                    | Sur la place Frédéric Mistral, devant mairie                                              | | 1922         | 43° 37′ 37″ nord, 6° 13′ 26″ est | Monument aux morts d'Aups                                                    |
| Monument aux morts (commémore : 14-18, 39-45, Indochine, Algérie)              | Rombaux-Rolland (entreprise)                                                           | Bagnols-en-Forêt                        | À déterminer                                                                              | En pierre de taille. | À déterminer | à géolocaliser                   | Image manquante                                                              |
| Monument aux morts (commémore : 14-18, 39-45, AFN-Algérie)                     | Henri-Édouard Lombard                                                                  | Bandol                                  | À déterminer                                                                              | Victoire ailée. | 1921         | à géolocaliser                   | Image manquante                                                              |
| Monument aux morts (commémore : 14-18, 39-45)                                  | Ary Bitter et Godard (fondeur)                                                         | Bargemon                                | Rue Jean-Jaurès                                                                           | Statue en métal, matériau peu courant pour les monuments aux morts de la région. Inscrit MH (2010). | 1922         | à géolocaliser                   | Image manquante                                                              |
| Monument aux morts de 1870-71                                                  | Bérenguier (sculpteur)                                                                 | Barjols                                 | Dans le cimetière                                                                         | Stèle en bronze apposée sur le socle d'une croix de mission. | À déterminer | 43° 33′ 20″ nord, 6° 00′ 18″ est | Monument aux morts de 1870-71 de Barjols                                     |
| Monument à Martin Bidouré (commémore : Insurrection de 1851, Résistance 39-45) | Jules Récubert (sculpteur)                                                             | Barjols                                 | Sur la place de la Rouguière                                                              | Groupe sculpté monumental en pierre. La base porte les inscriptions suivantes : La Résistance à Martin Bidouré (face antérieure) et Monument élevé par souscription nationale, à la mémoire des victimes du 2 décembre 1851 (face postérieure). | 1905         | 43° 33′ 32″ nord, 6° 00′ 16″ est | Monument aux morts de l'insurrection de 1851 de Barjols                      |
| Monument aux morts (commémore : 14-18, 39-45, AFN 1959-1960)                   | Jules Récubert (sculpteur)                                                             | Barjols                                 | Sur la place Victor Hugo                                                                  | La plupart des personnages sculptés sont de véritables portraits de barjolais morts pour la France. | 1922         | 43° 33′ 28″ nord, 6° 00′ 27″ est | Monument aux morts de Barjols                                                |
| Monument aux morts (commémore : 14-18)                                         | À déterminer                                                                           | Baudinard-sur-Verdon                    | Grand Rue                                                                                 | Le buste de la République est une œuvre de série (n° 496 au catalogue de la fonderie). Il en existait une variante (n° 497) avec, en lieu et place de la couronne de laurier coiffant le buste, un bonnet phrygien.                             | 1919         | 43° 43′ 01″ nord, 6° 08′ 03″ est | Monument aux morts (commémore : 14-18)                                       |
| Monument aux morts (commémore : 14-18)                                         | À déterminer                                                                           | Bauduen                                 | La place                                                                                  | Urne au sommet. | 1922         | 43° 44′ 03″ nord, 6° 10′ 28″ est | Monument aux morts (commémore : 14-18)                                       |
| Monument aux morts (commémore : 14-18, 39-45, Indochine, AFN-Algérie)          | Marbreries générales de Paris                                                          | Le Beausset                             | Sur la place Charles de Gaulle                                                            | Le monument a subi de profonds bouleversements. La municipalité fit supprimer le piédestal et plaça la statue au niveau du sol au centre d'un acare architectural contemporain.                                                                 | 1922         | à géolocaliser                   | Image manquante                                                              |
| Monument aux morts (commémore : 14-18)                                         | Marius Lion (tailleur de pierre)                                                       | Belgentier                              | À déterminer                                                                              | Poilu debout, le pied gauche sur un casque allemand. | 1922         | à géolocaliser                   | Image manquante                                                              |
| Monument aux morts (commémore : 14-18)                                         | À déterminer                                                                           | Belgentier                              | Dans le cimetière                                                                         | | 1922         | à géolocaliser                   | Image manquante                                                              |
| Monument aux morts (commémore : 14-18, 39-45, AFN-Algérie)                     | Maxime Real del Sarte                                                                  | Besse-sur-Issole                        | À déterminer                                                                              | Croix de guerre. | À déterminer | à géolocaliser                   | Image manquante                                                              |
| Monument aux morts (commémore : 14-18)                                         | À déterminer                                                                           | Besse-sur-Issole                        | Dans le cimetière                                                                         | Urne enflammée au sommet. | À déterminer | à géolocaliser                   | Image manquante                                                              |
| Monument aux morts (commémore : 14-18, 39-45)                                  | À déterminer                                                                           | Bormes-les-Mimosas                      | À déterminer                                                                              | | 1920         | à géolocaliser                   | Monument aux morts (commémore : 14-18, 39-45)                                |
| Monument aux morts (commémore : 39-45)                                         | À déterminer                                                                           | Bormes-les-Mimosas                      | Boulevard du Soleil                                                                       | Palme. | À déterminer | à géolocaliser                   | Image manquante                                                              |
| Monument aux morts (commémore : La révolution française)                       | À déterminer                                                                           | Bormes-les-Mimosas                      | Boulevard de la République                                                                | Buste de Marianne. À la gloire de la révolution française. | À déterminer | à géolocaliser                   | Image manquante                                                              |
| Poilu au repos (monument aux morts) (commémore : 14-18, 39-45, Indochine)      | Copie d'après Étienne Camus par Hector Jacomet (fondeur)                               | Bras                                    | Intersection de la rue Jean Jaurès et route de Brignoles, devant la mairie (D 34 et D 28) | | À déterminer | 43° 28′ 15″ nord, 5° 57′ 25″ est | Poilu au repos (monument aux morts) (commémore : 14-18, 39-45, Indochine)    |
| Monument aux morts (commémore : 14-18, 39-45)                                  | Jules Roustan (architecte)                                                             | Brignoles                               | Entre le Cours de la Liberté et le Cours des Ursulines, côté boulevard Saint-Louis        | | 1926         | 43° 24′ 21″ nord, 6° 03′ 54″ est | Monument aux morts de Brignoles                                              |
| Monument aux morts (commémore : 14-18, 39-45)                                  | Jules Roustan (architecte)                                                             | Brue-Auriac                             | Chemin du Gavelier                                                                        | | 1922         | 43° 31′ 38″ nord, 5° 56′ 42″ est | Monument aux morts de Brue-Auriac                                            |
| Monument aux morts (commémore : 14-18, 39-45)                                  | Marbreries Générales (entreprise)                                                      | Cabasse                                 | Place du monument aux morts                                                               | Colonne quadrangulaire avec coq au sommet. | À déterminer | 43° 25′ 39″ nord, 6° 13′ 17″ est | Monument aux morts (commémore : 14-18, 39-45)                                |
| Monument aux morts (commémore : 14-18, 39-45, Indochine, AFN-Algérie)          | À déterminer                                                                           | La Cadière-d'Azur                       | 283 avenue de la Libération                                                               | Colonne quadrangulaire avec flambeau au sommet. | À déterminer | à géolocaliser                   | Image manquante                                                              |
| Monument aux morts (commémore : 14-18)                                         | À déterminer                                                                           | La Cadière-d'Azur                       | Dans le cimetière                                                                         | Colonne brisée avec plaques commémoratives. | À déterminer | à géolocaliser                   | Image manquante                                                              |
| Monument aux morts (commémore : 14-18, 39-45, Indochine)                       | Félix Barla (architecte)                                                               | Callas                                  | Place Jean Jaurès                                                                         | En pierre dure de Cassis. Croix de guerre. | 1922         | 43° 35′ 37″ nord, 6° 32′ 20″ est | Monument aux morts (commémore : 14-18, 39-45, Indochine)                     |
| Monument aux morts (commémore : 14-18, 39-45)                                  | À déterminer                                                                           | Callian                                 | Dans le cimetière                                                                         | Croix latine. | À déterminer | à géolocaliser                   | Image manquante                                                              |
| Monument aux morts (commémore : 14-18, AFN-Algérie)                            | Albert Garnier (dessinateur, instituteur)                                              | Camps-la-Source                         | À déterminer                                                                              | Pseudo-portique constitué de 2 colonnes ioniques. | 1921         | à géolocaliser                   | Image manquante                                                              |
| Monument aux morts (commémore : 14-18, 39-45, AFN-Algérie)                     | Félix Barla (architecte) et Mario Manotti (sculpteur)                                  | Le Cannet-des-Maures                    | Avenue de Verdun, dans le square Frédérique Mistral                                       | Croix de Guerre. | 1922         | à géolocaliser                   | Image manquante                                                              |
| Monument aux morts (commémore : 14-18, 39-45)                                  | Marbreries Générales de Paris (entreprise)                                             | Carcès                                  | Bouleverd Fournery, dans le square à côté de la poste                                     | Piédestal avec poilu étreignant le drapeau. | 1921         | 43° 28′ 34″ nord, 6° 11′ 03″ est | Monument aux morts (commémore : 14-18, 39-45)                                |
| Monument aux morts (commémore : 14-18, 39-45)                                  | Émile Tardieu (architecte)                                                             | Carnoules                               | Dans le cimetière                                                                         | Croix de Guerre. | 1919         | à géolocaliser                   | Image manquante                                                              |
| Monument aux morts (commémore : 14-18, 39-45)                                  | Francis André (sculpteur) et Paul Viano (entrepreneur)                                 | Carqueiranne                            | Sur la place de la libération, avenue de la gare                                          | Victoire ailée. | 1922         | à géolocaliser                   | Image manquante                                                              |
| Monument aux morts (commémore : 14-18, 39-45)                                  | À déterminer                                                                           | Le Castellet                            | À déterminer                                                                              | Monument de type obélisque entouré de 4 obus. | 1922         | à géolocaliser                   | Image manquante                                                              |
| Monument aux morts (commémore : 14-18, 39-45)                                  | Barthélemy fils (entrepreneur)                                                         | Le Castellet (Plan-du-Castellet)        | Intersection de la route des sources (D 82) et de l'avenue du Bosquet (D 559B)            | Palme avec ruban. | 1922         | à géolocaliser                   | Image manquante                                                              |
| Monument aux morts (commémore : 14-18)                                         | Barthélemy fils (entrepreneur)                                                         | Le Castellet (Le Brûlat)                | À déterminer                                                                              | Ornementation végétale. | 1921         | à géolocaliser                   | Image manquante                                                              |
| Monument aux morts (commémore : 14-18)                                         | Barthélemy fils (entrepreneur)                                                         | Le Castellet (Sainte-Anne-du-Castellet) | 497 avenue Georges Clemenceau                                                             | Palmes entrecroisées. | 1922         | à géolocaliser                   | Image manquante                                                              |
| Monument aux morts (commémore : 14-18)                                         | À déterminer                                                                           | Cavalaire-sur-Mer                       | Dans le cimetière                                                                         | Monument à colonnes. | À déterminer | à géolocaliser                   | Image manquante                                                              |
| Monument aux morts (commémore : 14-18)                                         | À déterminer                                                                           | La Celle                                | Dans le cimetière                                                                         | Croix de guerre. | 1920         | 43° 23′ 36″ nord, 6° 02′ 17″ est | Monument aux morts (commémore : 14-18)                                       |
| Monument aux morts (commémore : 14-18, 39-45)                                  | À déterminer                                                                           | Châteaudouble                           | Rue saint Éloi                                                                            | marbre blanc. | 1922         | 43° 35′ 52″ nord, 6° 27′ 01″ est | Monument aux morts (commémore : 14-18, 39-45)                                |
| Monument aux morts (commémore : 14-18)                                         | À déterminer                                                                           | Châteauvieux                            | 76 rue du château                                                                         | Croix de Guerre. | À déterminer | 43° 46′ 35″ nord, 6° 34′ 46″ est | Monument aux morts (commémore : 14-18)                                       |
| Monument aux morts (commémore : 14-18)                                         | À déterminer                                                                           | Claviers                                | Dans le cimetière                                                                         | En pierre. | À déterminer | à géolocaliser                   | Image manquante                                                              |
| Monument aux morts (commémore : Résistance 39-45)                              | Pétrus (sculpteur)                                                                     | Claviers                                | À déterminer                                                                              | Sculpture réalisée en taille directe sur Roche d'Espeil. | À déterminer | à géolocaliser                   | Image manquante                                                              |
| Monument aux morts (commémore : 14-18, 39-45, AFN-Algérie)                     | René Darde (architecte)                                                                | Cogolin                                 | Avenue du général de Gaulle, sur le parking de la mairie                                  | Coq au sommet. Aucun nom n'est mentionné. | 1921         | à géolocaliser                   | Image manquante                                                              |
| Monument aux morts (commémore : 14-18, 39-45, Algérie)                         | À déterminer                                                                           | Cogolin                                 | Dans le cimetière                                                                         | Croix de Guerre. | À déterminer | 43° 15′ 14″ nord, 6° 31′ 53″ est | Monument aux morts (commémore : 14-18, 39-45, Algérie)                       |
| Monument aux morts (commémore : 14-18)                                         | F. Grava (entrepreneur)                                                                | Collobrières                            | Sur la place de l'église                                                                  | Pot à feu au sommet. | 1919         | à géolocaliser                   | Image manquante                                                              |
| Monument aux morts (commémore : Morts pour la France)                          | À déterminer                                                                           | Comps-sur-Artuby                        | Sur la place Notre Dame                                                                   | Marbre blanc. Aucun nom n'est mentionné. | 1921         | 43° 42′ 36″ nord, 6° 30′ 36″ est | Monument aux morts (commémore : Morts pour la France)                        |
| Monument aux morts (commémore : 14-18, 39-45)                                  | À déterminer                                                                           | Correns                                 | À l'intersection de la Grand rue (D 45) et du Vieux chemin de Cotignac                    | | 1923         | 43° 29′ 17″ nord, 6° 04′ 54″ est | Monument aux morts de Correns                                                |
| Monument aux morts (commémore : 14-18, résistants 39-45)                       | Jean-Louis L'Homme (sculpteur), Montesoro et Boeuf (maçons)                            | Cotignac                                | Sur la place de la mairie                                                                 | En pierre. | 1923         | 43° 31′ 45″ nord, 6° 08′ 57″ est | Monument aux morts (commémore : 14-18, résistants 39-45)                     |
| Monument aux morts (commémore : 14-18, 39-45, Indochine, AFN-Algérie)          | Guiela (architecte)                                                                    | La Crau                                 | Dans le cimetière                                                                         | | À déterminer | à géolocaliser                   | Image manquante                                                              |
| Monument aux morts (commémore : 14-18, 39-45)                                  | Louis Martin (statuaire), Ronchere (tailleur de pierre) et Charles Séasal (architecte) | Cuers                                   | Dans le cimetière                                                                         | Le couronnement est un trophée reprenant l'armure et le casque des soldats romains. En calcaire et bronze. | 1919         | 43° 14′ 26″ nord, 6° 04′ 03″ est | Monument aux morts (commémore : 14-18, 39-45)                                |
| Monument aux morts (commémore : 14-18)                                         | Pierre Leprince-Ringuet (architecte) et Marcel Gaumont (sculpteur)                     | Draguignan                              | 1 580 avenue de la Grande Armée (D 59)                                                    | | À déterminer | à géolocaliser                   | Image manquante                                                              |
| Monument aux morts (commémore : 14-18, 39-45)                                  | Auguste Carli et Félix Barla (architecte)                                              | Draguignan                              | Dans le jardin d'Anglès                                                                   | Aucun nom n'est mentionné. | 1925         | 43° 32′ 15″ nord, 6° 27′ 43″ est | Monument aux morts de Draguignan                                             |
| Monument aux morts américain (commémore : 39-45)                               | J. Henry Toombs Henry J. (architecte) et Georges Sauvan (architecte)                   | Draguignan                              | Dans le cimetière Américain, boulevard John Kennedy (D 59)                                | Nécropole avec chapelle et cimetière militaire. | À déterminer | à géolocaliser                   | Image manquante                                                              |
| Monument aux résistants morts                                                  | À déterminer                                                                           | Draguignan                              | À déterminer                                                                              | | À déterminer | à géolocaliser                   | Monument aux résistants morts                                                |
| Monument aux morts (commémore : 14-18, 39-45)                                  | Émile Tardieu (architecte)                                                             | Entrecasteaux                           | À l'intersection du cours Gabriel Péri (D 31) et de la rue des Endronnes                  | | À déterminer | 43° 30′ 53″ nord, 6° 14′ 35″ est | Monument aux morts (commémore : 14-18, 39-45)                                |
| Monument aux morts (commémore : 14-18, 39-45)                                  | À déterminer                                                                           | Esparron                                | Dans le cimetière                                                                         | | À déterminer | à géolocaliser                   | Image manquante                                                              |
| Monument aux morts (commémore : 14-18, 39-45)                                  | À déterminer                                                                           | Évenos                                  | Dans le cimetière                                                                         | Croix de Guerre. | À déterminer | à géolocaliser                   | Image manquante                                                              |
| Monument aux morts (commémore : 1870-71, 14-18, 39-45)                         | À déterminer                                                                           | La Farlède                              | Dans le cimetière                                                                         | Urne enflammée au sommet. | 1920         | à géolocaliser                   | Image manquante                                                              |
| Monument aux morts (commémore : 14-18, 39-45)                                  | Marbreries générales (entreprise)                                                      | Fayence                                 | Sur la place Léon Roux                                                                    | Statuaires de série. | 1924         | à géolocaliser                   | Image manquante                                                              |
| Monument aux morts (commémore : 14-18, 39-45)                                  | Paul Berthon (tailleur de pierre)                                                      | Figanières                              | À déterminer                                                                              | | 1921         | à géolocaliser                   | Image manquante                                                              |
| Monument aux morts (commémore : 14-18, 39-45, Indochine)                       | Paul Durand (entrepreneur) et Albert Guérin (architecte)                               | Flassans-sur-Issole                     | Place Gabriel Péri, face à l'église                                                       | Ornementation végétale. | À déterminer | 43° 22′ 12″ nord, 6° 13′ 25″ est | Monument aux morts (commémore : 14-18, 39-45, Indochine)                     |
| Monument aux morts (commémore : 14-18, 39-45, Indochine)                       | À déterminer                                                                           | Flassans-sur-Issole                     | Dans le cimetière                                                                         | Croix de Guerre. | À déterminer | 43° 22′ 20″ nord, 6° 13′ 32″ est | Monument aux morts (commémore : 14-18, 39-45, Indochine)                     |
| Monument aux morts (commémore : 14-18, 39-45)                                  | À déterminer                                                                           | Flayosc                                 | 6 rue des Fainéants                                                                       | | À déterminer | 43° 32′ 00″ nord, 6° 23′ 54″ est | Monument aux morts de Flayosc                                                |
| Monument aux morts (commémore : 14-18, 39-45)                                  | À déterminer                                                                           | Flayosc                                 | Dans le cimetière                                                                         | | À déterminer | 43° 32′ 09″ nord, 6° 23′ 53″ est | Monument aux morts de Flayosc                                                |
| Monument aux morts (commémore : 14-18, 39-45, Algérie)                         | À déterminer                                                                           | Forcalqueiret                           | Dans le cimetière                                                                         | Croix latine en fer forgé. | À déterminer | 43° 20′ 02″ nord, 6° 04′ 45″ est | Monument aux morts (commémore : 14-18, 39-45, Algérie)                       |
| Monument aux morts (commémore : 14-18)                                         | À déterminer                                                                           | Fox-Amphoux                             | Dans le cimetière                                                                         | | 1919         | 43° 35′ 07″ nord, 6° 06′ 12″ est | Monument aux morts de Fox-Amphoux                                            |
| Monument aux morts (commémore : 14-18, 39-45, AFN-Algérie)                     | Jules Roustan (architecte), Eugène Girault (sculpteur) et Pelleti frères (marbrier)    | Fréjus                                  | Sur la place Agricola                                                                     | Victoire ailée. Pierre de taille, ciment. | 1924         | à géolocaliser                   | Image manquante                                                              |
| Monument aux morts de Bouhadjar (commémore : 14-18, 39-45)                     | Albert Pommier                                                                         | Fréjus                                  | Boulevard de la Mer                                                                       | Érigé à Bouhadjar en 1931. | 1963         | à géolocaliser                   | Image manquante                                                              |
| Monument aux morts (commémore : 14-18, 39-45, Indochine)                       | Yvon Guidez (sculpteur)                                                                | Fréjus                                  | Boulevard de la Libération                                                                | Mémorial de l'Armée noire. En bronze. | 1994         | à géolocaliser                   | Image manquante                                                              |
| Monument aux morts (commémore : Indochine)                                     | Jean-Marie Luccerini (sculpteur)                                                       | Fréjus                                  | 862 avenue du Général Callies                                                             | | À déterminer | 43° 26′ 46″ nord, 6° 45′ 03″ est | Monument aux morts (commémore : Indochine)                                   |
| Monument aux morts de Tlemcen (commémore : 14-18)                              | Joseph Ebstein                                                                         | Fréjus                                  | Dans le square de Lattre de Tassigny                                                      | Érigé à Tlemcen en 1924. La République menant au combat un soldat français et un tirailleur. | 1963         | à géolocaliser                   | Image manquante                                                              |
| Monument aux morts (commémore : 14-18)                                         | À déterminer                                                                           | La Garde                                | Dans le cimetière                                                                         | Pyramide sur socle. | 1920         | à géolocaliser                   | Image manquante                                                              |
| Monument aux morts (commémore : 14-18)                                         | Marius Chabon (sculpteur)                                                              | La Garde-Freinet                        | Dans le cimetière                                                                         | Poilus à l'assaut. Statue en marbre. | 1927         | 43° 19′ 00″ nord, 6° 28′ 22″ est | Monument aux morts (commémore : 14-18)                                       |
| Monument aux morts (commémore : 14-18, 39-45, Indochine, honneur aux Harkis)   | Agnel (entrepreneur)                                                                   | Garéoult                                | Dans le cimetière                                                                         | Croix de Guerre au sommet. | 1921         | 43° 19′ 53″ nord, 6° 02′ 32″ est | Monument aux morts (commémore : 14-18, 39-45, Indochine, honneur aux Harkis) |
| Monument aux morts (commémore : 14-18)                                         | Henri-Paul Nénot                                                                       | Gassin                                  | Dans le cimetière                                                                         | | À déterminer | 43° 13′ 55″ nord, 6° 35′ 07″ est | Monument aux morts (commémore : 14-18)                                       |
| Monument aux morts (commémore : 14-18, AFN-Algérie)                            | À déterminer                                                                           | Ginasservis                             | À déterminer                                                                              | Colonne quadrangulaire surmontée d'une urne voilée. | 1920         | à géolocaliser                   | Image manquante                                                              |
| Monument aux morts (commémore : 14-18)                                         | À déterminer                                                                           | Gonfaron                                | Sur la place de la mairie                                                                 | Aucun nom n'est mentionné. | 1920         | 43° 19′ 10″ nord, 6° 17′ 17″ est | Monument aux morts (commémore : 14-18)                                       |
| Monument aux morts (commémore : 14-18, 39-45, AFN-Algérie)                     | A. Annoi (sculpteur) et Charles Séasal (architecte)                                    | Gonfaron                                | Dans le cimetière                                                                         | Urne voilée avec flambeau. | 1919         | 43° 19′ 19″ nord, 6° 17′ 02″ est | Monument aux morts (commémore : 14-18, 39-45, AFN-Algérie)                   |
| Monument aux morts (commémore : 14-18, 39-45)                                  | À déterminer                                                                           | Grimaud                                 | Sur la place de l'Église                                                                  | | À déterminer | 43° 16′ 26″ nord, 6° 31′ 23″ est | Monument aux morts (commémore : 14-18, 39-45)                                |
| Monument aux morts (commémore : 14-18, 39-45, Indochine)                       | Éric de Nussy (sculpteur) et Charles Aubert (tailleur de pierre)                       | Hyères                                  | Sur la place Théodore Lefèbvre                                                            | Femme avec épée dans la main droite et des fers brisés dans la main gauche le bras levé. | 1926         | à géolocaliser                   | Image manquante                                                              |
| Monument aux morts (commémore : 14-18)                                         | À déterminer                                                                           | Hyères                                  | Sur la place Raymonenq à Giens                                                            | Coq au sommet. | 1921         | à géolocaliser                   | Image manquante                                                              |
| Monument aux morts (commémore : 14-18)                                         | À déterminer                                                                           | Le Lavandou                             | Dans le square des Héros                                                                  | Croix de Guerre. | 1926         | à géolocaliser                   | Image manquante                                                              |
| Monument aux morts (commémore : 14-18, 39-45, Indochine, AFN-Algérie)          | À déterminer                                                                           | La Londe-les-Maures                     | Sur la place de la Mairie                                                                 | Colonne quadrangulaire en pierre. | 1921         | à géolocaliser                   | Image manquante                                                              |
| Monument aux morts (commémore : 14-18, 39-45)                                  | Sylvestre Auniac                                                                       | Lorgues                                 | Place d'Entrechaux                                                                        | | 1921         | 43° 29′ 36″ nord, 6° 21′ 26″ est | Monument aux morts (commémore : 14-18, 39-45)                                |
| Monument aux morts (commémore : 14-18, 39-45, AFN-Algérie)                     | A. Valès                                                                               | Le Luc                                  | Sur la place de la Libération                                                             | Calcaire blanc. | 1921         | à géolocaliser                   | Image manquante                                                              |
| Monument aux morts (commémore : 14-18, 39-45)                                  | À déterminer                                                                           | La Martre                               | Sur la place au bas de l'église                                                           | Les Morts pour la France de Châteauvieux et de Brenon sont également gravés sur ce monument. | 1926         | 43° 46′ 17″ nord, 6° 35′ 57″ est | Monument aux morts (commémore : 14-18, 39-45)                                |
| Monument aux morts (commémore : 14-18, 39-45)                                  | À déterminer                                                                           | Les Mayons                              | Place de la Victoire                                                                      | Coq au sommet. | À déterminer | 43° 18′ 51″ nord, 6° 21′ 28″ est | Monument aux morts (commémore : 14-18, 39-45)                                |
| Monument aux morts (commémore : 14-18)                                         | Marius Malan (sculpteur)                                                               | Mazaugues                               | Dans le square Jean Jaurès                                                                | Poilu blessé. | 1922 et 1924 | 43° 20′ 54″ nord, 5° 55′ 14″ est | Monument aux morts (commémore : 14-18)                                       |
| Monument aux morts (commémore : 14-18, 39-45, AFN-Algérie)                     | Paul Page (architecte)                                                                 | Méounes-lès-Montrieux                   | À déterminer                                                                              | Obélisque sur socle. | 1921         | à géolocaliser                   | Image manquante                                                              |
| Monument aux morts (commémore : 14-18, 39-45)                                  | À déterminer                                                                           | Moissac-Bellevue                        | Le Cours, sur la place des marronniers                                                    | | À déterminer | 43° 39′ 12″ nord, 6° 10′ 01″ est | Monument aux morts de Moissac-Bellevue                                       |
| Monument aux morts (commémore : 14-18, 39-45)                                  | À déterminer                                                                           | La Môle                                 | Sur le parvis de l'église Sainte-Marie-Madeleine                                          | | À déterminer | 43° 12′ 31″ nord, 6° 27′ 54″ est | Monument aux morts (commémore : 14-18, 39-45)                                |
| Monument aux morts (commémore : 14-18)                                         | À déterminer                                                                           | Mons                                    | Sur la place principale                                                                   | Colonne de marbre. | 1920         | à géolocaliser                   | Image manquante                                                              |
| Monument aux morts (commémore : 14-18, 39-45)                                  | À déterminer                                                                           | Montauroux                              | À déterminer                                                                              | Colombe au sommet | À déterminer | à géolocaliser                   | Image manquante                                                              |
| Monument aux morts (commémore : 14-18, 39-45)                                  | Ramos (sculpteur)                                                                      | Montferrat                              | Sur la place dans la rue principale                                                       | Croix de guerre. | 1923         | à géolocaliser                   | Image manquante                                                              |
| Monument aux morts (commémore : 14-18)                                         | À déterminer                                                                           | Montferrat                              | Dans le cimetière                                                                         | | À déterminer | 43° 36′ 41″ nord, 6° 28′ 44″ est | Monument aux morts (commémore : 14-18)                                       |
| Monument aux morts (commémore : 14-18, 39-45)                                  | Marbreries générales de Paris                                                          | Montfort-sur-Argens                     | Rue du Château                                                                            | Croix de guerre. | À déterminer | à géolocaliser                   | Image manquante                                                              |
| Monument aux morts (commémore : 14-18)                                         | Moussu (sculpteur)                                                                     | Montmeyan                               | Montée des oliviers, en face du cimetière                                                 | Le monument se compose d'une base portant un obélisque surmonté par une urne décorative. | 1921         | 43° 38′ 40″ nord, 6° 03′ 43″ est | Monument aux morts de Montmeyan                                              |
| Monument aux morts (commémore : 14-18, 39-45)                                  | Félix Barla (architecte)                                                               | La Motte                                | Dans le cimetière                                                                         | Croix de Guerre. | 1921         | à géolocaliser                   | Image manquante                                                              |
| Monument aux morts (commémore : 14-18, 39-45)                                  | Honoré Sausse                                                                          | Le Muy                                  | Allée Victor Hugo                                                                         | Un piédestal en pierre supporte une femme pleurant les disparus, un rameau à la main. | À déterminer | à géolocaliser                   | Image manquante                                                              |
| Monument aux morts (commémore : 14-18, 39-45)                                  | Victorin Pascau (sculpteur)                                                            | Nans-les-Pins                           | Cours général de Gaulle                                                                   | Poilu avec drapeau. | 1924         | 43° 22′ 15″ nord, 5° 46′ 55″ est | Monument aux morts (commémore : 14-18, 39-45)                                |
| Monument aux morts (commémore : 14-18, 39-45)                                  | Victorin Pascau (sculpteur)                                                            | Nans-les-Pins                           | Dans le cimetière                                                                         | | 1921         | 43° 22′ 08″ nord, 5° 46′ 40″ est | Monument aux morts (commémore : 14-18, 39-45)                                |
| Monument aux morts (commémore : 14-18, 39-45)                                  | À déterminer                                                                           | Néoules                                 | Avenue de Provence, près de la mairie                                                     | Médaillon Tête de Poilu et Palmes. | 1920         | 43° 18′ 34″ nord, 6° 00′ 49″ est | Monument aux morts (commémore : 14-18, 39-45)                                |
| Monument aux morts (commémore : 14-18)                                         | À déterminer                                                                           | Ollières                                | Sur la place derrière la mairie                                                           | En pierre de taille. | À déterminer | 43° 28′ 59″ nord, 5° 49′ 43″ est | Monument aux morts d'Ollières                                                |
| Monument aux morts (commémore : 14-18, 39-45 , Indochine, AFN-Algérie)         | Eugène Girault (sculpteur) et Jules Roustan (architecte)                               | Ollioules                               | Sur la place Paul Lemoine                                                                 | Femme avec bouquet de fleurs. En pierre. | 1925         | à géolocaliser                   | Image manquante                                                              |
| Monument aux morts (commémore : 14-18, 39-45)                                  | À déterminer                                                                           | Ollioules                               | Dans le cimetière                                                                         | Croix de Guerre. | 1920         | à géolocaliser                   | Image manquante                                                              |
| Monument aux morts (commémore : 14-18, 39-45, AFN-Algérie)                     | Gustave Aiguier (tailleur de pierre)                                                   | Pierrefeu-du-Var                        | Dans le cimetière                                                                         | Colonne quadrangulaire à colonnettes avec urne et flambeau au sommet. | 1917         | à géolocaliser                   | Image manquante                                                              |
| Monument aux morts (commémore : 14-18, 39-45, AFN-Algérie)                     | François Clermont (architecte)                                                         | Pignans                                 | Sur la place des Armistices                                                               | Coq au sommet. | 1922         | à géolocaliser                   | Image manquante                                                              |
| Monument aux morts (commémore : 14-18, 39-45)                                  | À déterminer                                                                           | Plan-d'Aups-Sainte-Baume                | Sur la place de la Mairie                                                                 | Rocher avec plaque commémorative. | À déterminer | 43° 19′ 37″ nord, 5° 42′ 41″ est | Monument aux morts (commémore : 14-18, 39-45)                                |
| Monument aux morts (commémore : 14-18)                                         | Paul Trenquier (sculpteur)                                                             | Le Plan-de-la-Tour                      | Sur la place de la Victoire                                                               | Poilu debout tenant un drapeau sur piédestal. | 1920         | 43° 20′ 20″ nord, 6° 32′ 52″ est | Monument aux morts (commémore : 14-18)                                       |
| Monument aux morts (commémore : 14-18, AFN-Algérie)                            | Jules Récubert (sculpteur)                                                             | Pontevès                                | Sur l'esplanade                                                                           | Le bas-relief représente deux soldats appuyés sur un massif orné d'une croix de guerre. | 1923         | 43° 33′ 13″ nord, 6° 01′ 47″ est | Monument aux morts de Pontevès                                               |
| Monument aux résistants morts au Bessillon le 27 juillet 1944                  | Victor Nicolas (sculpteur)                                                             | Pontevès                                | Chemin de ceinture, au bord de la D 560                                                   | Le monument représente un jeune résistant agonisant. Sur la base, deux bas-reliefs figurent à droite les soldats allemands casqués tenant en joue, à gauche, un groupe d’hommes sans défense.                                                   | 1949         | 43° 33′ 32″ nord, 6° 05′ 28″ est | Monument aux résistants morts au Bessillon le 27 juillet 1944                |
| Poilu au repos (monument aux morts) (commémore : 14-18)                        | Copie d'après Étienne Camus                                                            | Pourcieux                               | Sur la place de la paix                                                                   | | 1921         | 43° 28′ 09″ nord, 5° 47′ 10″ est | Monument aux morts de Pourcieux                                              |
| Monument aux morts (commémore : 14-18, 39-45)                                  | Émile Tardieu (architecte)                                                             | Pourrières                              | Sur la place Jules Michel, devant la mairie                                               | | 1920         | 43° 30′ 14″ nord, 5° 44′ 10″ est | Monument aux morts de Pourrières                                             |
| Monument aux morts (commémore : 14-18, 39-45)                                  | Anatole Gillot (sculpteur)                                                             | Le Pradet                               | Dans le Parc Cravero                                                                      | Sculpture en Bronze. | 1920         | à géolocaliser                   | Image manquante                                                              |
| Monument aux morts (commémore : 14-18, 39-45, Indochine, AFN-Algérie)          | Silvestre Auniac (sculpteur)                                                           | Puget-sur-Argens                        | dans le parc municipal                                                                    | Poilu au repos. | 1921         | 43° 27′ 19″ nord, 6° 40′ 56″ est | Monument aux morts (commémore : 14-18, 39-45, Indochine, AFN-Algérie)        |
| Monument aux morts (commémore : 14-18, 39-45, AFN-Algérie)                     | À déterminer                                                                           | Puget-Ville                             | Sur l'esplanade du Souvenir Français                                                      | Flambeau, épée, main, palme. | À déterminer | à géolocaliser                   | Image manquante                                                              |
| Monument aux morts (commémore : 14-18, 39-45, AFN-Algérie)                     | Monestel (architecte)                                                                  | Puget-Ville                             | Dans le cimetière                                                                         | Guirlande Feuilles de laurier. | 1919         | à géolocaliser                   | Image manquante                                                              |
| Monument aux morts (commémore : 14-18, 39-45, AFN-Algérie)                     | À déterminer                                                                           | Ramatuelle                              | Dans le cimetière                                                                         | Boule au sommet avec croix latine | À déterminer | 43° 13′ 06″ nord, 6° 36′ 43″ est | Monument aux morts (commémore : 14-18, 39-45, AFN-Algérie)                   |
| Monument aux morts (commémore : 39-45)                                         | Cotel SC (entreprise)                                                                  | Rayol-Canadel-sur-Mer                   | D 559, côté mer                                                                           | Tour quadrangulaire en pierre. | À déterminer | à géolocaliser                   | Image manquante                                                              |
| Monument aux morts (commémore : 14-18, 39-45)                                  | Jules Pollacchi (sculpteur) et Marbreries générales (entreprise)                       | Régusse                                 | Cours Alexandre Gariel                                                                    | Le coq est en fonte. | À déterminer | 43° 39′ 20″ nord, 6° 07′ 51″ est | Monument aux morts de Régusse                                                |
| Monument aux morts (commémore : 14-18, 39-45)                                  | À déterminer                                                                           | Le Revest-les-Eaux                      | Sur la place Marius Meiffret                                                              | Palme. | À déterminer | à géolocaliser                   | Image manquante                                                              |
| Monument aux morts (commémore : 14-18, 39-45, AFN-Algérie)                     | À déterminer                                                                           | Rians                                   | Sur la place de l'hôtel de ville                                                          | En calcaire blanc. | À déterminer | 43° 36′ 23″ nord, 5° 45′ 28″ est | Monument aux morts de Rians                                                  |
| Monument aux morts (commémore : 14-18)                                         | À déterminer                                                                           | Rocbaron                                | Dans le cimetière                                                                         | | À déterminer | à géolocaliser                   | Image manquante                                                              |
| Monument aux morts (commémore : 14-18, 39-45, Indochine)                       | À déterminer                                                                           | Roquebrune-sur-Argens                   | Dans le cimetière                                                                         | Femme se lamentant. Calcaire blanc. | 1922         | 43° 26′ 34″ nord, 6° 37′ 52″ est | Monument aux morts (commémore : 14-18, 39-45, Indochine)                     |
| Monument aux morts (commémore : 14-18, 39-45)                                  | À déterminer                                                                           | La Roquebrussanne                       | Dans le cimetière                                                                         | Couronne de lauriers. | 1919         | 43° 20′ 12″ nord, 5° 58′ 34″ est | Monument aux morts (commémore : 14-18, 39-45)                                |
| Monument aux morts (commémore : 14-18)                                         | À déterminer                                                                           | La Roque-Esclapon                       | Chemin des fourches                                                                       | Calcaire blanc. | À déterminer | 43° 43′ 25″ nord, 6° 37′ 44″ est | Monument aux morts (commémore : 14-18)                                       |
| Monument aux morts (commémore : 14-18)                                         | Marchezani (sculpteur) et Adolphe Revest (entrepreneur)                                | Rougiers                                | Le Cours                                                                                  | Probablement en marbre de Candelon. | 1921         | 43° 23′ 32″ nord, 5° 50′ 58″ est | Monument aux morts (commémore : 14-18)                                       |
| Monument aux morts (commémore : 14-18)                                         | À déterminer                                                                           | Saint-Antonin-du-Var                    | À côté de l'église                                                                        | Croix latine. | 1922         | à géolocaliser                   | Image manquante                                                              |
| Monument aux morts (commémore : 14-18, 39-45, AFN-Algérie)                     | A. Fombonne (architecte) et A. Rogier (entrepreneur)                                   | Saint-Cyr-sur-Mer                       | Sur la place de la mairie                                                                 | Buste de Poilu au sommet. | À déterminer | à géolocaliser                   | Image manquante                                                              |
| Monument aux morts (commémore : 14-18)                                         | À déterminer                                                                           | Saint-Julien                            | Dans le cimetière                                                                         | | À déterminer | à géolocaliser                   | Image manquante                                                              |
| Monument aux morts (commémore : 14-18)                                         | À déterminer                                                                           | Saint-Julien (Hameau des Rouvières)     | Dans le cimetière des Rouvières                                                           | | À déterminer | à géolocaliser                   | Image manquante                                                              |
| Monument aux morts (commémore : 14-18)                                         | À déterminer                                                                           | Saint-Julien (Hameau de Saint-Pierre)   | A l'entrée du hameau de Saint-Pierre                                                      | | À déterminer | à géolocaliser                   | Image manquante                                                              |
| Monument aux morts (commémore : 14-18, 39-45, Indochine)                       | André Barthélémy (Sculpteur)                                                           | Saint-Mandrier-sur-Mer                  | À côté de l'église Saint-Mandrier                                                         | | À déterminer | 43° 04′ 34″ nord, 5° 55′ 42″ est | Monument aux morts (commémore : 14-18, 39-45, Indochine)                     |
| Monument aux morts (commémore : 14-18, AFN-Algérie)                            | À déterminer                                                                           | Saint-Martin-de-Pallières               | Dans le cimetière, Chemin des Embrassés                                                   | | À déterminer | 43° 35′ 06″ nord, 5° 53′ 04″ est | Monument aux morts de Saint-Martin-de-Pallières                              |
| Monument aux morts (commémore : 1870-71, 14-18, 39-45)                         | À déterminer                                                                           | Saint-Maximin-la-Sainte-Baume           | Sur la place de la Victoire                                                               | Femme écrivant sur le monument. En pierre de Cassis et relief en marbre de Carrare. | 1921         | 43° 27′ 13″ nord, 5° 51′ 47″ est | Monument aux morts de Saint-Maximin-la-Sainte-Baume                          |
| Monument aux morts (commémore : 14-18, 39-45)                                  | À déterminer                                                                           | Saint-Paul-en-Forêt                     | Dans le cimetière                                                                         | Obélisque entourée d'une grille en fer forgé. | À déterminer | à géolocaliser                   | Image manquante                                                              |
| Monument aux morts (commémore : 14-18, 39-45, Indochine, AFN-Algérie)          | Victor Tuby et Hobwiller (fonderie)                                                    | Saint-Raphaël                           | Dans le square du Souvenir français                                                       | Victoire Ailée et poilus. Sculptures en bronze. | 1923         | à géolocaliser                   | Image manquante                                                              |
| Monument aux morts (commémore : 14-18, 39-45, Indochine)                       | Pelletier frères                                                                       | Saint-Tropez                            | Chemin des Graniers, dans le cimetière Marin                                              | | 1922         | 43° 16′ 25″ nord, 6° 38′ 43″ est | Monument aux morts de Saint-Tropez                                           |
| Monument aux morts (commémore : le génocide arménien)                          | Rafi Tumanyan                                                                          | Saint-Tropez                            | Rue Cavaillon, devant le cimetière Marin                                                  | | 2021         | 43° 16′ 26″ nord, 6° 38′ 39″ est | Monument aux morts du génocide arménien de Saint-Tropez                      |
| Monument aux morts (commémore : 14-18, 39-45)                                  | À déterminer                                                                           | Saint-Zacharie                          | Sur la place de la mairie                                                                 | | 1921         | 43° 23′ 08″ nord, 5° 42′ 25″ est | Monument aux morts de Saint-Zacharie                                         |
| Monument aux morts (commémore : 14-18, 39-45)                                  | À déterminer                                                                           | Sainte-Anastasie-sur-Issole             | Dans le cimetière                                                                         | Croix de Guerre au sommet. | À déterminer | à géolocaliser                   | Image manquante                                                              |
| Monument aux morts (commémore : 14-18, 39-45, Indochine, AFN-Algérie)          | Victor Tuby                                                                            | Sainte-Maxime                           | Sur la place Pasteur                                                                      | Femme offrant des fleurs. | À déterminer | 43° 18′ 33″ nord, 6° 38′ 25″ est | Monument aux morts (commémore : 14-18, 39-45, Indochine, AFN-Algérie)        |
| Poilu au repos (monument aux morts) (commémore : 14-18, 39-45)                 | Copie d'après Étienne Camus et Émile Simon (sculpteur)                                 | Salernes                                | Sur la place Georges Clemenceau                                                           | En fonte de fer bronzée. | 1921         | à géolocaliser                   | Image manquante                                                              |
| Monument aux morts (commémore : 14-18)                                         | Moussu                                                                                 | Les Salles-sur-Verdon                   | Place Gleb Sivirine                                                                       | Urne avec couronne au sommet. | 1921         | 43° 46′ 24″ nord, 6° 12′ 33″ est | Monument aux morts (commémore : 14-18)                                       |
| Monument aux morts (commémore : 14-18)                                         | Ary Bitter                                                                             | Sanary-sur-Mer                          | Sur l'esplanade du bord de mer                                                            | Femme debout bras ouvert. Piédestal en pierre, statue en bronze. | À déterminer | à géolocaliser                   | Image manquante                                                              |
| Monument aux morts (commémore : 14-18, 39-45, Indochine, AFN-Algérie)          | Constant Roux (sculpteur), Recours (architecte) et Berrin (ingénieur)                  | Seillans                                | RD 19, à entrée du village en venant de Fayence                                           | Poilu mourant avec drapeau. | 1922         | à géolocaliser                   | Image manquante                                                              |
| Monument aux morts (commémore : 14-18)                                         | À déterminer                                                                           | Seillans (Brovès, ancienne commune)     | À déterminer                                                                              | Coq au sommet. | À déterminer | à géolocaliser                   | Image manquante                                                              |
| Monument aux morts (commémore : 14-18)                                         | Émile Tardieu (architecte)                                                             | Seillons-Source-d'Argens                | Dans le cimetière                                                                         | | 1921         | 43° 29′ 57″ nord, 5° 52′ 53″ est | Monument aux morts Seillons-Source-d'Argens                                  |
| Monument aux morts (commémore : 14-18, 39-45, Indochine, AFN-Algérie)          | André Deluol                                                                           | La Seyne-sur-Mer                        | Sur le quai de la Marine                                                                  | Remplace l'original, détruit en 1944. | 1962         | 43° 06′ 11″ nord, 5° 52′ 56″ est | Monument aux morts (commémore : 14-18, 39-45, Indochine, AFN-Algérie)        |
| Monument aux morts (commémore : 14-18, 39-45)                                  | À déterminer                                                                           | Signes                                  | Rue Marseillaise                                                                          | Obélisque sur socle. | À déterminer | à géolocaliser                   | Image manquante                                                              |
| Monument aux morts (commémore : 14-18, 39-45)                                  | Paul Berthon (tailleur de pierre)                                                      | Sillans-la-Cascade                      | Sur la place du verger et rue de la mairie                                                | | 1922         | 43° 34′ 02″ nord, 6° 10′ 46″ est | Monument aux morts de Sillans-la-Cascade                                     |
| Monument aux morts (commémore : 14-18, 39-45, AFN-Algérie)                     | À déterminer                                                                           | Six-Fours-les-Plages                    | À déterminer                                                                              | Croix de Guerre au sommet. | 1920         | à géolocaliser                   | Image manquante                                                              |
| Monument aux morts (commémore : 14-18, 39-45, Indochine, AFN-Algérie)          | Marbreries générales de Paris (entreprise)                                             | Solliès-Pont                            | À déterminer                                                                              | Statuaires de série. | 1921         | à géolocaliser                   | Image manquante                                                              |
| Monument aux morts (commémore : 14-18, 39-45, AFN-Algérie)                     | À déterminer                                                                           | Solliès-Toucas                          | Dans le cimetière                                                                         | Urne enflammée au sommet. | 1921         | à géolocaliser                   | Image manquante                                                              |
| Monument aux morts (commémore : 14-18, 39-45)                                  | Jules Roustan(architecte), Gaston Castel (architecte) et Depeille (architecte)         | Solliès-Ville                           | À côté de l'église                                                                        | Croix latine. | À déterminer | à géolocaliser                   | Image manquante                                                              |
| Monument aux morts (commémore : 14-18, 39-45)                                  | Berrin (ingénieur) et Marbreries générales                                             | Tanneron                                | Place de la mairie                                                                        | | 1921         | 43° 35′ 25″ nord, 6° 52′ 33″ est | Monument aux morts (commémore : 14-18, 39-45)                                |
| Monument aux morts (commémore : 14-18, 39-45)                                  | À déterminer                                                                           | Taradeau                                | Rue de l'Ormeau                                                                           | Casque et drapeaux au sommet. | 1922         | 43° 27′ 14″ nord, 6° 25′ 37″ est | Monument aux morts (commémore : 14-18, 39-45)                                |
| Monument aux morts (commémore : 14-18)                                         | Émile Tardieu (architecte)                                                             | Tavernes                                | 25 Grand rue                                                                              | | 1920         | 43° 35′ 36″ nord, 6° 01′ 00″ est | Monument aux morts de Tavernes                                               |
| Monument aux morts (commémore : 14-18, 39-45, Indochine, AFN-Algérie)          | Émile Tardieu (architecte)                                                             | Le Thoronet                             | Sur la place Sadi Carnot                                                                  | | 1921         | 43° 27′ 09″ nord, 6° 18′ 08″ est | Monument aux morts du Thoronet                                               |
| Monument aux morts de 1870-71                                                  | À déterminer                                                                           | Toulon                                  | Sur la place de l'Europe                                                                  | | 1884         | 43° 07′ 40″ nord, 5° 55′ 45″ est | Monument aux morts de 1870-71 de Toulon                                      |
| Monument aux morts (commémore : 14-18, 39-45)                                  | Honoré Sausse                                                                          | Toulon                                  | Sur la place Gabriel Péri                                                                 | Inscrit MH (2010). | 1925         | 43° 07′ 35″ nord, 5° 55′ 33″ est | Monument aux morts (commémore : 14-18, 39-45)                                |
| Monument aux morts (commémore : 14-18, 39-45)                                  | À déterminer                                                                           | Tourrettes                              | Sur la place devant le cimetière                                                          | Obélisque. Palme. | À déterminer | à géolocaliser                   | Image manquante                                                              |
| Monument aux morts (commémore : 14-18, 39-45, AFN-Algérie)                     | À déterminer                                                                           | Tourves                                 | Dans le cimetière                                                                         | Casque au sommet. | 1921         | 43° 24′ 45″ nord, 5° 55′ 27″ est | Monument aux morts (commémore : 14-18, 39-45, AFN-Algérie)                   |
| Monument aux morts (commémore : 14-18, 39-45, AFN-Algérie)                     | À déterminer                                                                           | Trans-en-Provence                       | Place de la Victoire                                                                      | Médaillon Tête de Poilu. | 1922         | 43° 30′ 14″ nord, 6° 29′ 05″ est | Monument aux morts (commémore : 14-18, 39-45, AFN-Algérie)                   |
| Monument aux morts (commémore : 14-18)                                         | À déterminer                                                                           | Trigance                                | Sur la place du vieux lavoir, rue du Four                                                 | Pot à feu au sommet. | 1922         | à géolocaliser                   | Image manquante                                                              |
| Monument aux morts (commémore : 14-18, 39-45, Indochine, Algérie)              | Clermont (architecte)                                                                  | Le Val                                  | Sur la place Louis Fournier                                                               | | 1921         | 43° 26′ 18″ nord, 6° 04′ 24″ est | Monument aux morts du Val                                                    |
| Monument aux morts (commémore : 14-18, 39-45, Indochine, AFN-Algérie)          | À déterminer                                                                           | La Valette-du-Var                       | Dans le cimetière Sainte-Anne                                                             | Palmes entrecroisées. | À déterminer | à géolocaliser                   | Image manquante                                                              |
| Monument aux morts (commémore : 14-18, 39-45)                                  | Ferdinand Honnoré (sculpteur)                                                          | Varages                                 | Sur la place de la Libération                                                             | | 1920         | 43° 35′ 52″ nord, 5° 57′ 36″ est | Monument aux morts de Varages                                                |
| Monument aux morts (commémore : 14-18, 39-45, Indochine)                       | A. Esteve (tailleur de pierres)                                                        | La Verdière                             | 5 Grand Rue                                                                               | Obélisque sur socle. Obus. | À déterminer | 43° 38′ 12″ nord, 5° 56′ 12″ est | Monument aux morts (commémore : 14-18, 39-45, Indochine)                     |
| Monument aux morts (commémore : 14-18, 39-45)                                  | Copie d'après Prosper Lecourtier par la fonderie d'art du Val d'Osne                   | Vidauban                                | Place Fernand Maurel                                                                      | Coq au sommet | 1920         | 43° 25′ 39″ nord, 6° 25′ 52″ est | Monument aux morts (commémore : 14-18, 39-45)                                |
| Monument aux morts (commémore : 14-18, 39-45)                                  | À déterminer                                                                           | Vidauban                                | Dans le cimetière                                                                         | | À déterminer | 43° 25′ 40″ nord, 6° 26′ 12″ est | Monument aux morts (commémore : 14-18, 39-45)                                |
| Monument aux morts (commémore : A.FN et TOM)                                   | À déterminer                                                                           | Vidauban                                | Dans le cimetière                                                                         | | À déterminer | 43° 25′ 41″ nord, 6° 26′ 13″ est | Monument aux morts (commémore : A.FN et TOM)                                 |
| Monument aux morts (commémore : 14-18, 39-45)                                  | À déterminer                                                                           | Villecroze                              | Dans le cimetière                                                                         | | À déterminer | 43° 34′ 53″ nord, 6° 16′ 13″ est | Monument aux morts de Villecroze                                             |
| Monument aux morts (commémore : 14-18, Indochine)                              | À déterminer                                                                           | Vinon-sur-Verdon                        | À déterminer                                                                              | Couronne de lauriers et palme. | À déterminer | à géolocaliser                   | Image manquante                                                              |
| Monument aux morts (commémore : 14-18, 39-45)                                  | À déterminer                                                                           | Vins-sur-Caramy                         | Place de l'église                                                                         | Pot à feu avec guirlande au sommet. | 1920         | 43° 26′ 01″ nord, 6° 08′ 31″ est | Monument aux morts (commémore : 14-18, 39-45)                                |